# Devolui
Devolui (en francès Dévoluy) és un municipi francès situat al departament dels Alts Alps i a la regió de Provença – Alps – Costa Blava.
Va ser el resultat del reagrupament l'1 de gener de 2013 dels quatre municipis de l'antic cantó de Sant Estève de Devolui, que englobava tots els municipis del parçan homònim al nou municipi. Els antics municipis eren Sant Estève de Devolui, Anhera de Devolui, la Clusa i Sant Disdier.

## Demografia
| 2011                                       | 2016 | 2018 |
| ------------------------------------------ | ---- | ---- |
| 1014                                       | 990  | 941  |
| Des de 1962: població sense dobles comptes |      |      |

## Administració
| Període             | Identitat          | Partit |
| ------------------- | ------------------ | ------ |
| 2013- abril de 2015 | Jean-Marie Bernard | UMP    |
| abril de 2015-2020  | Jacqueline Puget   |        |
| 2020-               | Marie-Paule Rogou  |        |